# Август Вільгельм Шлегель
Август Вільгельм Шлегель (нім. August Wilhelm von Schlegel (8 вересня 1767, Ганновер — 12 травня 1845, Бонн) — німецький літературний критик, історик літератури та поет-перекладач. Брат Фрідріха Шлегеля.

## Життєпис
Син пастора Йоганна-Адольфа Шлегеля. Ще в дитинстві виявив незвичайні здібності до засвоєння мов і пристрасть до літератури, особливо до поезії, і досить рано почав писати вірші. Вступив у 1786 році до Геттінгенського університету, проте вже скоро вирішив, що йому краще відмовитися від вивчення теології на користь занять філософією та філологією, й під керівництвом професора Гейне зайнявся вивченням давньої літератури. Він допомагав своєму вчителеві в його виданні Вергілія і склав в 1788 році покажчик до IV тому. Дещо раніше він отримав премію за латинську статтю про географію Гомера. Але ще більший вплив на Шлегеля мало знайомство з поетом Бюргером, який займав у цей час кафедру в Геттінгені. Бюргер швидко прив'язався до свого обдарованого учня, називав його своїм поетичним сином і помістив його перші вірші, які були написані в манері аналогічній його вчителя, в Геттінгенському «Альманаху Муз» («Musenalmanach»), а також в «Akademie der schönen Redekünste». Вірші ці відрізнялися швидше віртуозністю і досконалістю форми і віршування, ніж глибиною почуттів й ідей. До впливу Бюргера незабаром додався й вплив Шиллера.
Поряд з поетичною діяльністю, Шлегель займався також критикою. Уже в першій статті, яка була надрукована в бюргерівській «Akademie», — про Шиллерових «Художників», — Шлегель заявив про себе як видатний критик-естетом; втім, тут іноді він занадто захоплювався філологічною точкою зору. З надзвичайною легкістю засвоюючи чужі поетичні ідеї і чужі форми поетичних творів, він мимоволі захопився вивченням іноземних літературних творів. Всі вищевказані якості поета й критика з найбільшим він застосував успіхом у своїй статті про «Божественну комедію» Данте, в якій він дав блискучу характеристику поета та його твору, а також спробував вникнути в історичні та географічні умови, які сприяли формуванню генія Данте. Таким чином, в своїх критичних теоріях він є, з одного боку, послідовником Гердера, з іншого ж — попередником Тена. Пояснюючи поему Данте, Шлегель разом з тим перекладав вибрані місця з неї, намагаючись по можливості дотримуватися розміру оригінала.
У 1791 році Шлегель переселився в Амстердам як завідувач справами однієї банкірською контори і вихователь дітей у багатія М'юільмана. Там він прожив до 1795 року, причому продовжував займатися літературною діяльністю. У цей час Шиллер запросив його співпрацювати в «Талії», потім в «Horen» і в «Альманасі Муз», і з цього часу зав'язалося знайомство Шлегеля з великим поетом. У «Horen» Шлегель помістив розповідь про султаншу Моріезеле, написаний під сильним впливом шиллерівської прози. У «Альманасі Муз» був надрукований його вірш «Arion», в якому простежується сильний вплив «Полікратового персня». У вірші «Entführte Götter» Шлегель обрав тему, яку згодом Шиллер обробив у вірші «Antiken in Paris». Нарешті, тут же було надруковано вірші Шлегеля «Pygmalion» і «Prometheus». Як і ранні вірші Шлегеля та його більш пізні, ці античні балади відрізняються головним чином чудовою технікою віршування на шкоду почуттям. А вже в наступній «Про поезію, просодію та мову» Шлегель намагається пояснити з філософської точки зору походження віршованих форм. У статті «Щось про Вільяма Шекспіра з приводу Вільгельма Мейстера» («Horen», 1796) Шлегель доводить необхідність повного, точного й при цьому поетичного перекладу Шекспіра, вказуючи на недоліки існуючих прозових або занадто вільних перекладів великого поета, і відстоює право драматичного діалогу перетворювати в поетичну форму, вважаючи, що саме розмірена мова виробляє в поетичному творі враження більшої правдоподібності.
У 1795—1796 роках Шлегель перекладав «Ромео і Джульєтту», а в 1797 році видав статтю про цю трагедію, в якій наполягав на тонкий естетичний аналіз п'єси. Ймовірно, тоді ж у нього виник намір перекласти якщо не всього Шекспіра, то, по щонайменше, значну кількість його драм, що він і здійснив, видавши протягом 1797—1801 років 17 драм Шекспіра. Він повертався до свого перекладу й пізніше. Чудовий переклад Шлегеля мав величезний успіх і здійснив значний вплив на німецьку драматичну поезію, в тому числі, й на творчість Шиллера в 2-му періоді його творчої діяльності.
У 1796 році Шлегель переселився в Єну, в якій проживав Шиллер. Тут він одружився з Кароліною Бемер (уродженою Міхаеліс), з якою познайомився значно раніше. Ця обдарована жінка, ставши подругою життя Шлегеля, зробила чимало послуг чоловікові, допомагаючи йому в складанні рецензій, якими Шлегель став тепер посилено займатися для збільшення збільшення заробітку, розміщуючи їх переважно в єнській «Allgemeine Zeitung». Протягом декількох років він надрукував у цій газеті до 300 рецензій, серед яких найвидатнішими за обсягом і значенням були статті: про «Фоссовий переклад Гомера» (1796) про «Horen» Шиллера (1796), про Шамфору (1796), про "Musenalmanach "Шиллера (1797), про «Терпсихора» Гердера (1797), про «Германа і Доротеє» Гете (1797) і про Тиків переклад «Дон Кіхота» (1799). У всіх цих статтях привертала увагу глибока ерудованість автора, витонченість смаку, тонка естетико-філософська і філологічна критика. Йому належить заслуга визначення місця творів Гете і Шиллера. Він також перший вказав на талант Тіка й інших діячів романтичної школи. Щоправда, в статтях Шлегеля не треба шукати повністю розроблених критичних теорій і принципів, проте вони містять в собі безліч окремих тонких зауважень й написані в незвичайно витонченому стилі. Абсолютно нову точку зору він вніс в теорію перекладів, висловивши вимогу, щоб поетичні твори перекладалися також віршами, при цьому по можливості розміром оригіналу. Нарешті, в цих статтях Шлегель боровся із зіпсованим смаком публіки, нападаючи на її улюбленців Іффланда, Коцебу й Августа Лафонтена і звертаючи її увагу на справжні художні твори. Його основна точка зору та ж, що й у Гете і Шиллера: вимога гармонійного злиття форми зі вмістом. Але, як романтик, він занадто захоплюється зовнішньою формою поетичних творів, а також безцільними фантастичними вигадками народних казок і легенд. В цьому відношенні на нього впливав його брат Фрідріх, який, завдяки зухвалому відношенню до Шиллера, був причиною розриву й Августа Шлегеля з автором «Валленштейна»; цей розрив, в свою чергу, мав серйозний вплив на зміну думки Шлегеля про класицизм Шиллера і Гете. Переклад Шекспіра привернув до Шлегеля увагу Єнського університету. Він був запрошений зайняти там кафедру історії літератури й естетики.
У 1798 році в Берліні Шлегель познайомився з Тіком, твори якого, він і раніше знав і любив. Пізніше до них приєдналися Бернгард і Шлейермахер, Новаліс, Шеллінг, і таким чином утворився гурток представників так званої «романтичної школи», виразником літературних тенденцій якої був переважно Шлегель. Всі вони прагнули створити орган, в якому вони змогли б формулювати свої погляди на поезію і мистецтво, і їх бажання швидко здійснилося. 1797 року Фрідріх Шлегель відмовився від участі в журналі «Lyceum», де він публікував свої статті. Шлегель також віддав перевагу «Allgemeine Zeitung», і в 1798 році вони почали видавати удвох свій власний журнал «Athenaeum» без будь-яких співробітників. У 1-му номері журналу Шлегель помістив статтю «Gesprächüber Klopstock's grammatische Gespräche» (передруковану згодом в VII томі його творів під назвою «Der Wettstreit der Sprachen»), в якій він не відмовлявся ще від колишніх поглядів та вподобань, але виявив велику самостійність суджень. У 1-ій із зазначених статей Шлегель, всупереч поглядам Клошптока, стверджує, що почуття приємного є основою прекрасного. Основним критерієм для судження про порівняльну красу вірша він вважає милозвучність. Він вимагає прав громадянства для всіх метричних систем різних народів, не тільки античних, і повстає проти виняткового поклоніння перед німецькою мовою. У «Beiträge» йдеться про романи, причому Шлегель погоджується з братом в поглядах на сутність романтичної поезії й на роман, як на поетичний твір par excellence і притому властиве головним чином новому часу, висловлює з цього приводу своє співчуття поезії Тіка. У 3-му номері журналу поміщений був його діалог «Die Gemälde», написаний під впливом Вакенродера й Тіка. Тут Шлегель, виходячи з оцінки картин дрезденської галереї, переходить до поетичного оспівування сюжетів християнського живопису. В цілому ряді сонетів він оспівував народження Христа, Св. Сімейство, Мадонну та ін. і взагалі виявляв явну перевагу католицизму перед протестантизмом; втім, як він сам засвідчив 40 років по тому, це була перевага суто на ґрунті захоплення художньою стороною католицизму («une prédilection d'artiste»). 1800 року видано збірник його віршів, де були поміщені ці «Картинні сонети», а також деякі зі старих його віршів. Найбільш вдалою п'єсою у всьому збірнику була елегія «Мистецтво греків», в якій він звертався до Гете як до реставратора стародавнього мистецтва. Набагато кращими були його гумористичні твори та пародії на кшталт Тікових казок, де він висміював моралізацію поезію та його головного провідника, Коцебу. Сюди відносяться: «Schöne und kurzweilige Fastnachspiel von alten und neuen Jahrhundert», а також «Kotzebuade» або «Ehrepforte und Triumphbogen für den Theaterpräsidenten Kotzebue hei seiner Rückkehr ins Vaterland» (1800) — збірник пародій на Коцебу, осередком якого є «Kotzebues Rettung oder der tugendhafte Verbannte „, а також“ Fastgesange deutscher Schauspielerinnen bei Kotzebue Rückkehr».
Потім, наслідуючу гетівську «Іфігенії» Шлегель написав трагедію «Іон» на тему трагедії Евріпіда, яка вважається найкращою з усіх поетичних творів Шлегеля, хоча вона й має досить значні недоліки. Він загорівся ідеєю модернізувати трагедію стародавнього поета, усунувши з неї все, що могло б образити сучасну моральність та вимоги розуму. Трагедія Шлегеля була видана 2 січня 1802 у Веймарі, причому публіка не знала імені автора. Майже одночасно Шлегель задумав написати поему «Трістан» в абсолютно романтичному вигляді, але написав лише першу пісню, скориставшись при цьому поемами Готфріда Страсбурзького й Генріха Брібергського, а також включив до неї деякі пригоди Ланселота. Тут помітно вплив Тіка, за наполяганням якого й була написана поема. Разом з Тіком Шлегель задумав видання «Альманаху Муз», який повинен був слугувати друкованим виданням романтичної школи замість «Athenaeum'a», який припинив своє існування. 1-й номер альманаху вийшов у 1801 році і залишився єдиним, бо в гуртку романтиків виник розкол, якому значною мірою сприяв важкий характер Фрідріха Шлегеля, а також і зміна настрою Кароліни Шлегель, яка втратила почуття до Августа Шлегеля й вступила у зв'язок з Шеллінгом, що призвело врешті-решт до розлучення Шлегеля з дружиною (1802). 1801 року брати Шлегель видали свої критичні статті і замітки під назвою «Характеристики і критики» («Charakteristiken und Kritiken»).
Не маючи більш органу для вираження ідей романтичної школи і для боротьби з філістерством, а також рутиною старої школи, Шлегель задумав переселитися в самісінький центр філістерства, в Берлін, щоб там діяти за допомогою живого слова, тобто читати публічні лекції. 1801 року він відкрив у Берліні курс лекцій про витончену літературу й мистецтво, який продовжував протягом 1802, 1803 і 1804 років. Ці лекції мають величезне значення в історії романтизму, бо в них систематизовані погляди романтичної школи на мистецтво та поезію. Тут Шлегель насамперед проголошує автономію мистецтва, відкидаючи принизливі для нього міркування корисності і моралі, встановлює погляд на критику, яка аж ніяк не повинна суто анатомувати, розчленовувати твори мистецтва, але має й пояснювати його з естетичної й історичної точки зору; критик, на думку Шлегеля, повинен перейматися сутністю поетичного твору, повинен сам ставати художником. Він встановлює також поняття романтичної поезії, як протилежної за духом античній чи класичній, визначаючи першу як поезію філософську, ідеалістичну та фантастичну, яка підпорядковується лише сваволі поета, котрий сам не підпорядковується нічому; потім критикує різні стародавні й нові естетичні теорії, особливо суворо засуджує теорію Арістотеля й Канта, причому сам цілком стоїть на точці зору Шеллінга, стверджуючи, що «прекрасне є символічне зображення нескінченного», дає самостійну теорію мистецтва, яке лежить в основі багатьох пізніших вчень про прекрасне, в тому числі естетики Гегеля. Шеллінг простежується всюди, де це тільки можливо, контраст античного й романтичного; в розділі про живопис, наприклад, на противагу поглядам Вінкельмана, Лессінга та Р. Менгса, які прагнули втиснути живопис в рамки скульптури, він наполягає на самостійному значенні живопису й колориту.
Перейщовши до поезії, Шлегель говорить багато про її походження, вказує на те, що виникненню поезії передує процес утворення мови, який сам є також поетичним твором всієї нації або всього людства, який постійно розвивається; мова ж виникла перш за все через потребу самосвідомості, формулювання думки, а потім вже для потреби спілкування. Далі Шлегель говорить про епітети, метафори, порівняння тощо, про просодії, як про умову всякого самостійного існування поезії, про міфи, які визначаються Шлегелем як поетичні твори, які претендують на реальність, тощо
У другому курсі лекцій Шлегель мав намір викласти історію поезії, причому хотів паралельно ще й познайомити слухачів з вмістом найголовніших поетичних творів, користуючись по можливості їх перекладами на німецьку мову. Тому, в тісному поєднанні з лекціями перебувала діяльність Шлегеля, як перекладача. Для них він переклав багато уривків з Данте, Петрарки, Боккаччо, Тассо, Гуаріні, Монтемайор, Сервантеса й Камоенса. Велика частина їх увійшла до збірки, яка була видана в 1804 році в Берліні, під заголовком «Blumenstraeusse italienischer, spanischer und portugiesischer Poesie». Під впливом Тіка Шлегель захопився творами Кальдерона. 1803 року він випустив 1-шу частину «Іспанського театру» з 3-ма драмами Кальдерона (2-га частина вийшла в 1804 році і містила ще 2 драми). Одночасно з цим він надрукував у журналі свого брата «Європа» статтю «Про іспанський театр», повну пристрасного захоплення іспанським театром і особливо Кальдероном.
Третій курс лекцій Шлегель почав з полемічного вступу, в якому висловив критичні зауваження з приводу освітнього настрою берлінців прозового характеру улюбленої ними літератури. Він вказує тут на відсутність в сучасних поглядах ідеалізму, принижує гідність емпіричних наук, причому в своєму запереченні позитивних наук доходить до переваги астрології перед астрономією, до захисту магії і взагалі одностороннього відстоювання переваги фантазії перед розумом; характеризуючи поезію майбутнього, він стверджує, що головна особливість нової поезії полягатиме в надзвичайній самосвідомості. Тому сполучною ланкою між минулим і майбутнім він вважає філософію Канта й Фіхте, і корінь майбутньої романтичної поезії бачить в трансцендентальному ідеалізмі цих мислителів. Після цього вступу Шлегель переходить до свого головного завдання: історії поезії. Тут слід зазначити його захоплення дидактичною філософською поезією, в тому числі поемою Лукреція і навіть діалогами Платона (які він також частково відносить до поезії). Це було цілком у дусі романтичної школи, котра прагнула до вищого синтезу філософії й поезії. Особливо чудовою є та частина лекцій, в якій Шлегель говорить про драматичну поезію греків, дає чудовий опис зовнішньої обстановки античних драматичних вистав, дотепне пояснення значення хору, блискучу характеристику трьох великих трагіків і пояснення сутності комедії Арістофана. В кінці характеристики Евріпіда Шлегель вказує на зачатки романтичних прагнень в давнину. Це становить перехід до історії власне романтичної поезії, в зв'язку зі з'ясуванням прагнень романтичної школи. При цьому Шлегель стверджує, що романтична поезія виникла в середньовічній Європі, і зараховує до романтиків середньовічних італійських і іспанських поетів, Кальдерона, Сервантеса й Шекспіра.
Поряд з іншими романтиками Шлегелю належить честь відновлення інтересу до старовинної німецької поезії, чого не вдалося досягти повною мірою його попередникам, Гердеру, Йогану Мюллеру й ін. Шлегель вперше в хронологічному порядку виклав історію давньонімецької поезії. Ще в 1798 році він зайнявся вивченням давньонімецької епічної поеми «Пісня про Нібелунгів». Тепер же, в лекціях, він зробив спробу переробити давній епос, пристосовуючи його до смаків нового часу. У питанні про походження поеми про Нібелунгів Шлегель висловив думку, спираючись на дослідження Вольфа про Гомера, що «Пісня про Нібелунгів» — це збірка древніх пісень, яка не належить одному автору, а являє собою продукт колективної творчості нації. У викладі історії німецької поезії, яку Шлегель ділить на чернечу, лицарську, бюргерську та наукову, найкращим місцем був нарис розвитку наукового поезії, який закінчувався різкою критикою вченого поета Віланда, як малооригінального й аморального письменника. Як на ідеал справжнього поетичного твору Шлегель вказує знову-таки на «Пісню про Нібелунгів». Від вираження співчуття до середньовічної поезії Шлегель легко переходить до ідеалізації Середньовіччя взагалі, вважаючи, що в цю епоху найбільш яскраво і повно розкрилися поетичні й ідеалістичні прагнення людства. Він звеличує феодальну систему, лицарство, релігійні війни Середніх віків, суд Божий, лицарську мораль, поняття про честь. Потім він переходить до огляду провансальської та італійської поезії, зупиняючись особливо на творчості Данте. Тут не позбавлені інтересу його зауваження про терцини й сонеті, в яких проявилося прагнення романтиків перебільшувати значення зовнішньої форми та схильність до містичного тлумачення значення форми. Нарешті, він розвиває поняття про роман, форму поетичних творів, визнається романтиками переважно поетичної і романтичної.
У проміжку між 2-им та 3-ми курсами лекцій, влітку 1803 року Шлегель читав лекції з енциклопедичних наук, знову-таки з романтичної точки зору. У тому ж році він при посередництві Гете познайомився з пані де Сталь; вона запросила його як вихователя її дітей, призначивши йому жалування 12 000 франків на рік. З цього часу починається дружба між обома письменниками і вплив на погляди один одного. Шлегель супроводжував пані Сталь всюди в її подорожах. 1804 року вони здійснили разом подорож до Італії. У Римі Шлегель присвятив їй, як «натхненниці великих ідей», елегію «Рим» (видана в 1805 році), в якій поетично змалював основні моменти культурної історії Риму. 1805 року написав «Міркування про цивілізацію взагалі і про походження й занепад релігій» («Considération sur la civilisation en général et sur l'origine et la décadence des religions»). 1806 року вирушив до Франції, де видав компаративістських роботу "Зіставлення "Федри «Расіна і „Федри“ Евріпіда» («Comparaison entre la Phèdre de Racine et celle d'Euripide», Париж, 1807 рік). Тут він віддавав перевагу простоті й величі стародавнього поета перед галантною й пихатою поезією француза.
У 1807 році Шлегель у Відні прочитав перед обраними представниками суспільства курс лекцій з драматичної літератури, де дав чудову характеристику грецького театру й драми, а також вельми сувору критику французької драми, причому не пошкодував навіть Мольєра. Шлегель супроводжував Жермені де Сталь в її подорожі по Росії і Швеції. У Швеції Бернадотт запропонував йому місце радника та особистого секретаря. 1813 року Шлегель видав твір «Sur le système continental et sur les rapports avec la Suède», в якому нещадно критикував режим Наполеона, а також «Betrachtungen über die Politik der dänischen Regierung» і «Tableau de l'empire français en 1813». Після зречення Наполеона Шлегель разом з пані де Сталь повернулися до Франції. 1815 року Шлегель вдруге відвідав Італію, де видав у 1816 році «Лист про бронзових коней базиліки святого Марка у Венеції» («Lettre sur les chevaux de bronze de la basilique de St.-Marc à Venise») та «Ніобу і її дітей» («Niobé et ses enfants»). 1816 року Шлегель повернувся в Париж, де продовжував вивчення провансальської поезії, розпочату ним ще під час перших відвідин Парижа (в 1814 році він видав «Essai sur la formation de la langue française» з приводу виданого Ренуаром зборів пам'ятників провансальської поезії). 1818 року видав «Спостереження над провансальською мовою та літератури» («Observations sur la langue et la littérature provençale»). Незадовго перед цим (в 1817 році) померла пані Жермена де Сталь. На згадку про їх дружбу Шлегель видав її твір «Роздуми про французьку революцію» («Considérations sur la révolution française») і задумав написати її біографію, але обмежився лише перекладом статті про пані де Сталь пані Неккер де Соссюр, подавши в ній своє коротке вступне слово. 1818 року відбулося його друге весілля з дочкою професора Паулюса, Софією, з якою він, втім, скоро розлучився.
З 1818 року Шлегель був професором історії літератури й мистецтва в Бонні, де, між іншим, займався індійською літературою. Результатом цих занять було видання «Indische Bibliothek» (9 частин, 1820—1830 роки), а також критичне видання «Бхагават-гіти» («Bhagavat-Gîta», 1823), «Рамаяни» («Ramayâna», 1829) і «Хітопадеші» («Hitopadesa» , 1829) і, нарешті, «Reflexions sur l'étude des langues asiatiques» (1832). У 1824—1825 роках був ректором Боннського університету. Одночасно з цим він займався релігійними й політичними питаннями, і в 1825 році видав «Abriss von der Europäischen Verhältnissen der Deutschen Litteratur» (1825), де оголошує Німеччину найвільнішою країною в релігійному питанні. Проти звинувачень на свою адрсу в нестійкості його релігійних поглядів він захищається в статті «Verrichtigung einiger Missdeutungen» (1828), оголошуючи, що він завжди був правовірним протестантом і що його католицькі мотиви зводилися суто до артистичного захоплення перед художньої стороною католицького культу. Він нападає навіть на брата за його перехід в католицизм. 1833 року Шлегель помістив в «Journal des débats» статтю «Про походження лицарських романів» («De l'origine des romans de chevalerie»).
До 1836 року відноситься його полеміка з Россетті, італійцем, який оселилися в Лондоні, з приводу дивної думки останнього про те, що три великих італійських поета належали до таємної секти ворогів папства. Останніми роками життя Шлегель втратив свій вплив як критик і як професор. Його товариші по університету ставилися скептично до його праць, вважаючи їх застарілими. Шлегель помер в 1845 році, майже всіма забутий. Але після нього залишилося збірники епіграм, в яких він розраджував себе отруйними нападками проти всіх своїх сучасників, навіть проти колишніх друзів. У числі жертв його іронії знаходимо Шиллера, Гете, Цельтера, Меєра, Фрідріха Шлегеля, Фіхте, Шлейермахера, Уланда, Рюккерта, Грильпарцера, Раупаха і ін. Повне зібрання творів Шлегеля було видане незабаром після його смерті, в 1846—1847 роках. Böcking'ом в 12 томах. 1846 року видано «Oeuvres écrites en français» (Лейпциг); в 1848 році — «Opuscula latina» (Лейпциг). Листи Шлегеля видав Ant. Klette (Бонн, 1868); «Vorlesungen über schöne Litteratur und Kunst», які не ввійшли в повне зібрання творів, видані в 17-19 тт. Bernh. Seufferfs «Deutschen litteratur denkmäler der XVIII und XIX Jahrhund. in Neudrucken» (Гейльбронна, 1884). Листи Шиллера і Гете до Шлегеля видані в 1848 році в Лейпцигу. Листи Фрідріха Шлегеля до Августа Шлегеля видав Oscar Walzel (Б., 1840).